# 加布里埃尔·马林
加布里埃尔·马林（羅馬尼亞語：Gabriel Marin，1972年8月23日—），罗马尼亚男子赛艇运动员。他曾代表罗马尼亚参加1992年和1996年夏季奥林匹克运动会赛艇比赛，其中1992年奥运会获得一枚银牌。